# توماس جانسون (دوچرخه‌سوار)
توماس جانسون (انگلیسی: Thomas Johnson؛ ۳۰ دسامبر ۱۸۸۶ – ۱۲ اوت ۱۹۶۶) دوچرخه‌سوار اهل بریتانیا بود.
وی در مسابقات کشوری و بین‌المللی در مجموع برندهٔ ۳ مدال نقره شده‌است.